# Werelderfgoed in Jemen
Tot het UNESCO werelderfgoed in Jemen behoren vier werelderfgoederen. De eerste werd in 1982 ingeschreven.

## Werelderfgoederen

### Actuele Werelderfgoederen
Deze lijst toont de werelderfgoederen in Jemen in chronologische volgorde (C – Cultuurerfgoed; N – Natuurerfgoed).
| Naam                      | Jaar | Soort | Beschrijving | Afbeelding |
| ------------------------- | ---- | ----- | ------------ | ---------- |
| Oude ommuurde stad Shibam | 1982 | C     |              |            |
| Oude stad Sana'a          | 1986 | C     |              |            |
| Historische stad Zabid    | 1993 | C     |              |            |
| Socotra-archipel          | 2008 | N     |              |            |

### Als Werelderfgoed genomineerde objecten
Op de voorlopige lijst van de UNESCO worden objecten ingeschreven die naar het inzicht van de betreffende regering potentieel voor de erkenning als werelderfgoed in aanmerking komen. Dit zegt niets over een eventuele daadwerkelijke succesvolle inschrijving op de lijst. Tegenwoordig (2021) zijn op de voorlopige lijst tien objecten uit Jemen ingeschreven.
| Naam                               | Jaar | Soort | Beschrijving | Afbeelding |
| ---------------------------------- | ---- | ----- | ------------ | ---------- |
| Archeologische vindplaats Ma'rib   | 2002 | C     |              |            |
| Historisch stadscentrum van Sa'dah | 2002 | C     |              |            |
| Historisch stadscentrum van Thula  | 2002 | C     |              |            |
| Amiriya-Madrasa van Rada'a         | 2002 | C     |              |            |
| Jibla en zijn omgeving             | 2002 | C     |              |            |
| Jabal Haraz                        | 2002 | C/N   |              |            |
| Jabal Bura                         | 2002 | C/N   |              |            |
| Kustgebied van Balhaf/Burum        | 2002 | C/N   |              |            |
| Gebied van Hawf                    | 2002 | N     |              |            |
| Kustgebied van Sharma/Jethmun      | 2002 | N     |              |            |

## Objecten voorheen op de Kandidatenlijst
Deze objecten werden van de voorlopige lijst verwijderd en door nieuwe vervangen.
| Naam                                       | Jaar        | Soort | Beschrijving | Afbeelding |
| ------------------------------------------ | ----------- | ----- | ------------ | ---------- |
| Oude stad Baraqish                         | 1989 - 1996 | C     |              |            |
| Al-Ashrafiyya-moskee en omgeving in Ta'izz | 1989-1996   | C     |              |            |
| Site van Naynoune Al`Hada                  | 1989 - 1996 | C     |              |            |